# ヘリウム三量体
ヘリウム三量体(Helium trimer)は、3つのヘリウム原子がファンデルワールス力による弱い結合で結びついた分子である。3つの原子の結びつきはエフィモフ状態にあり、ヘリウム二量体と比べるとずっと安定である。ヘリウム3は三量体を形成すると予測されるが、ヘリウム3を含む二量体は、基底状態では完全に不安定である。
ヘリウム三量体分子は、冷たいヘリウムガスをノズルから真空チャンバー内で拡張させることで得られる。この方法で、ヘリウム二量体やその他のヘリウム原子クラスタも形成される。分子の存在は、回折格子上のド・ブロイ波回折により証明される。分子の性質は、クーロン爆発イメージングでレーザーにより3つ全ての原子を同時にイオン化し、3つのイオンを検出することで得られる。
ヘリウム三量体は、100 オングストロームを超えるほどの大きさで、ヘリウム二量体よりも大きい。正三角形ではなく、ランダムな形の三角形に配列する。